# Mark Denham
Mark Denham (nascido em 1975) é um ator britânico, mais conhecido por seu papel como Joe Greyshott na série de TV Second Thoughts e sua continuação Faith in the Future, de 1991 e 1998.